# 若き親衛隊 (小説)
若き親衛隊(英語: The Young Guard、ロシア語: Молодая гвардия)は、ソビエトの作家アレクサンドル・ファジェーエフによる1946年のロシア語のヤングアダルト向けの実際の事件に題材を取った児童文学（1951年に改稿）である。
この小説は、1942年から1943年にウクライナ東部のクラスノドン市とその周辺で活動していた反ドイツの抵抗組織である若き親衛隊の活動についての物語である。若き親衛隊のメンバーの多くはドイツ人によって処刑された。
小説の主人公のほとんど（オレーク・コシェヴォーイ、ウーリヤ・グローモヴァ、リューバ・シェフツォヴァ、イワン・ゼムヌホーフ、セルゲイ・チュレーニンなど）は実在の人物であるが、性格、行動、会話などは小説家によって考え出され、あるいは創作的に虚飾を混じえられており、小説の中だけの架空の人物も加わっている。
「若き親衛隊」は、1918年から1986年の期間、ソヴィエト連邦で児童文学の人気ランキングで２位にランクしていた。総売上は276版で、143,000部を越えていた。

## あらすじ
(以下のあらすじは第２版のものである。)
ウーリヤ、ワーリヤ、サーシヤはこの春ペルヴォマイカ鉱山のある町の10年制学校を卒業したばかり。
戦争が始まった去年の夏は、集団農場(コルホーズ)や国営農場(ソフホーズ)や竪坑(やま)で働いたり、ある者たちは戦車を作っているスターリングラードのトラクター工場まで出稼ぎに行ったりした。しかし、秋にはドイツ軍がドンパスに侵入し、全ウクライナで、このクラスノドンを含むヴォシーロフグラード州だけが、まだドイツ軍に占領されずに残っている。
人々は避難を始め、駅には人々と機械や弾薬、自動車や糧食が山積みになっている。少女たちは朝は遠くの砲撃の音で目を覚ます。少女たちは、自分たちを残してすぐさま撤退するように両親を説得し、両親は女子青共同盟員(コムソモール)の少女たちこそこの災難と不幸からまず逃げ出さなくてはという。
ドイツの接近で竪坑の鉄筋コンクリートの掘鑿機が爆破される。炭鉱町では、女子青共同盟員の「女優」リューバがやはり避難するとしないかで親と言い争っている。
党のクラスノドン地区委員会事務所では、イワン・フョードロヴィッチが、パルチザン部隊の指導者や避難する委員会のスタッフと別れを告げる。イワン自身はここに留まるつもり。青共同盟員にも全員退避の決定の知らせが回る。
ウーリヤは、アナトーリイ、ヴィクトルと共に家族と荷車で避難の列の中にいる。途中、オレークと出会う。彼はヴィクトルと同じ学校で学び、青共同盟員の仲間として気さくな友情で結ばれていた。
「雷公」トーリヤはヴォロージャと一緒に残ることを選択する。もっともトーリャのあだ名はそんなに勇ましいものではなく、冬も夏も風を引いていて、ゴロゴロとひどい咳をしているためだった。それはともかく孤児だった彼には、ヴォーリャの一番の親友だった。ジョーラと「教授」ワーニャもこれに同調し、地下活動でドイツに抵抗する決意を固めた。
ワーニャとジョーラが避難民たちの運搬車が休憩しているキャンプ地で自分たちの知ってる人間を探し回って、オレークと再会する。

ドイツ軍は、オートバイ兵の小隊を先行させてやってくる。最初に、それを見たのは、セリョーシカ(セルゲイ)だった。いろんな武器を持ったドイツ兵がたちまちにしてクラスノドンにあふれ、まだ残っていた住民の家はドイツ士官の宿舎として接収される。ワーニャ、オレーク、ジョーラは、地下運動のリーダーを探す。青共同盟の地区委員会は、地下グループを組織していなかったことが判明。地下組織の指揮の下に入っていた青共同盟員は早くから別グループ扱いになっていたのだが、オレークたちはそのことを知らない。オレークの家族は街に残っており、その家はドイツ軍士官の宿舎になっていた。
地区委員会の書紀のフィリップ・ペトローヴィッチはヴォロージャを訪ねて、製作所の仕事に戻るようにいい、印刷所の活字が公園に密かに埋められているので、それを掘り出すように依頼する。ヴォロージャはこの仕事をジョーラや仲間たちと相談、オレークを仲間に引き入れることを提案する。彼らは見張りのドイツ兵の目を盗んで、オレークと接触するのに成功する。オレークのもとにはリューバも訪ねてきた。彼女は去年の秋からパルチザンの参謀本部付きになっている青共同盟員のひとつで、陸軍の看護師学校を卒業したあと、無線電信手の学校に行かされていた。戦争の具合が良くないので学校は休校状態になり、彼女はクラスノドンに戻ってきた。

ミチャキンスクの森を拠点にしているパルチザンの部隊にいたエウゲーニイ・スタホーヴィチ(ジェーニヤ)がクラスノドンとの連絡のため派遣されることになる。彼はヴォロージャを訪ねる。クラスノドンで組織を立ち上げるため参謀本部から派遣されたという。ヴォロージャは、それならオレークのところに行かなくて、と答えるが、エウゲーニイにはオレークの名は初耳である。一方、ワーリヤの家を平服を着た軍人らしき男が訪問する。ワーリヤの小さな妹しかおらず、訪問者は婚約者が来たという伝言を残して立ち去る。帰ってきたワーリヤは、婚約者と聞いて、照れ隠しに腹を立てる。ドイツ軍のスパイか、それとも地下組織からの連絡員か、そして突然ひらめく。昨年秋、セヴァストポーリの高射砲術学校への進学が決まった彼女の送別会での演劇サークルのお別れ公演、ヒロインを演じた彼女の「婚約者」役を演じたのは、ワーニャ・トゥルケーニッチ。トゥルケーニッチがクラスノドンに戻ってきた!彼女は、オレークのもとに急ぐ。戦地で行方不明になっていたリーリャも生きて戻ってきた。
リーリャは捕虜収容所での酷い扱い、一緒に捕まっていた女性の捕虜たちと女看守を殺し、ポーランド全体とウクライナを抜けてココまでドイツ軍の占領地域を抜けて一人で帰ってきた話を物語る。
組織が地下活動のために残したマトヴェイ・コースチェヴィチは、エフドキーム・オスタプチュークの名でドイツ軍の憲兵部によって監獄に閉じ込められていた。しかし、第一竪坑の坑長だったワリコが、監獄に自ら入れられて連絡をつけることに成功する。ワリコの連絡員を勤めたのは、オーリャ・イワンツォワだった。監獄との連絡を付けられるようになったのは、イワン・トゥルケーニッチとその仲間たちのお手柄だった。こうして、事態はこの監獄に捉えられている仲間をどう救出するかという段階に移っていく。
マトヴェイとワリコはブリュクネル憲兵隊長とバルデル曹長から激しい拷問を受け、その夜、２人は死を前にお互いのこれまでとその信念について互いに告白をし合う。その夜２人は銃殺され、遺体は公園に埋められる。
オレークを中心に「若き親衛隊」が結成される。ウーリヤ、イワン・トゥルケーニッチ、セルゲイ、リューバらが参加する。
リューバは、ヴォロシーロフグラードに行き、イワン・フョードロヴィチに会い、「若い親衛隊」への忠告と助言を受ける。メンバーの名前を報告したところで、エウゲーニィについては用心するように言われる。
「若き親衛隊」は市民に抵抗を呼びかけるビラを配り自分たちの存在を世間に示す。一方、メンバーは忠告に従い、
エウゲーニィに問いただす。彼は、本部からの派遣ではなく、戦場からの卑劣な逃亡者であることを告白する。それにより彼は本部員から除名される。
「若き親衛隊」という秘密の名義でビラが現れ始め、模範的労働者の仮面をかぶり、ドイツ軍のために働いていたフォミーンは「若き親衛隊」によって処刑される。9月の終わりには、ペルヴォマイカ炭鉱の「若き親衛隊」の組織は、このあたりではもはや最も規模の大きい若者の地下グループの一つになっていた。地元の学校の上級学年にいた子たちは、活動的な分子はみなどこかの組織に参加していた。どこのグループも自分たちのラジオ受信機を設置し、自分たちのニュースを流したり、ビラを配ったりしていた。「若き親衛隊」の組織全体の中心は、オレークとイワン・トゥルケーニッチだったが、ペルヴォマイカでは、ウーリヤとアナトーリィ・ポポーフがそのクループの中心を担っていた。
彼らに最初の大きな試練として課されたのは、ポガレールイの部落の林業場で働かされている捕虜たちを解放することだった。アナトーリィ、ヴィクトル、ジェニーニャたち５人は拳銃で武装し、深夜、歩哨を殺して、捕虜たちを解放するのに成功した。スターリングラードに通じる主要街道でクレペンカ河に架けられた鉄筋コンクリートの大きな橋が爆破され、その爆音は深夜クラスノドンにまで聞こえた。クラスノドンとカーメンクスの地下組織の協力で行われたとオーレクは推測する。「若き親衛隊」は、３つのグループに分かれて活動していた。ドイツ士官の自動車を襲撃したり、ガソリン運搬トラックを狙うグループ、いたるところで食糧、武器、衣類などを運ぶトラックを襲うグループ。捕虜収容所から解放された赤軍将校や仲間は早速にその指揮をとった。「若き親衛隊」の活動が広汎に活発になっていくにつれて、ドイツ軍と警察の目は厳しくなってきた。
フィリップ・ペトローヴィチの案で、表向き若者たちの演劇や音楽をやるクラブを市に願い出て結成した。
モシコフ、ゼムヌホーフ、スタホーヴィッチの３人が逮捕された。一部のメンバーはこの地を離れることにしたが、ワーニャは逮捕された。家族、親族も一緒だった。拷問された仲間の名前を自白したのは、スタホーヴィッチだった。「若き親衛隊」のメンバーは次々に逮捕されていった。組織の殆どのメンバーが逮捕されて、オレークも自ら警察に出頭し、自分が責任者であると自白した。

## 主要な登場人物
- オレーク・コシェヴォーイ　聡明で快活な青共同盟員、「若き親衛隊」のリーダー
- ワーニャ・ゼムヌホーフ　文学好きで近視の青年、あだ名は「教授」。「若き親衛隊」の中心人物の一人
- リューバ・シェフツォヴァ　「若き親衛隊」の中心人物の一人、大胆な少女。あだ名は「女優」
- トーリャ・オルロフ　「雷公」のあだ名のある勇敢な少年、ヴォロージャ・オシムーヒンに憧れている。
- セルゲイ・チュレーニン　勇敢で大胆な青共同盟員、「若き親衛隊」の中心人物の一人
- ウーリャ・グローモヴ　沈着聡明な少女、「若き親衛隊」のリーダーの一人
- アナトーリィ・ポポーフ　内気で思慮深い青年、「若き親衛隊」のメンバー。ウーリャの隣人
- エウゲーニイ・スタホーヴィチ(ジェーニヤ)　「若き親衛隊」本部要員であったが、戦地での卑劣な行動が暴露されて本部員を除名され、のちドイツ軍に捕らえられ拷問を受けて組織を裏切る。
- フィリップ・ペトローヴィチ　地下地区委員会の書紀、「若き親衛隊」員の活動を指導している

## 歴史的背景
若き親衛隊 (ソヴィエトレジスタンス)を参照のこと。
クラスノドンは1943年2月14日にドイツの占領から解放された（1942年の夏から1年足らずの期間占領されていた）。その直後、クラスノドンの第5鉱山の試掘坑道から、ドイツ軍による処刑の前に拷問を受けていた地下抵抗組織「若き親衛隊」のメンバーの数十体の死体の発掘が始まった。

## 小説の誕生
ソビエトの元首ミハイル・カリーニンの助言を受けて、コムソモール（青年コミュニスト連盟）の中央委員会はファジェーエフ（すでにいくつかの小説を出版した著名な作家）に若き親衛隊についての本を書くことを提案した。

ファジェーエフは、クラスノドンのコムソモール中央委員会によって収集された資料を検討した後、プロジェクトに同意し、すぐに現場に赴いた。ファジェーエフは1943年9月のほとんどをクラスノドンで過ごし、資料を収集し、100人以上の目撃者にインタビューした（ただし、若き親衛隊の親のほとんどは心が痛くて彼と話すことができなかった）。数か月後、ファジェーエフはプラウダで「不死」という記事を発表し、若き親衛隊の話にショックを受けて魅了され、ペンを1年半働かせて大規模な学際的な芸術小説を完成した。初版は、1946年に出版された。
小説として出版される前は、この作品はTheBannerとKomsomolskayaPravda（1945年4月8日～12月27日、および1946年2月20日～3月1日）での出版を通じてすでに広く知られていた。抜粋は、文学ガゼット、ソビエト航空、パイオニア、チェンジ、チルドレンズフレンド、焚き火、レニングラードトゥナイト、パイオニアプラウダに掲載された。
若き親衛隊 (映画)は1948年に制作された。 

## 第２版
この小説は1946年の春スターリン賞を受賞したが、共産党の主導的かつ指導的役割を鮮明に示していないとして、ファジェーエフは批判された。
ファジェーエフに対する深刻なイデオロギー的批判をした文書は、ソビエト連邦共産党中央委員会、したがってスターリン自身の代弁機関であるプラウダに登場した。
ファジェーエフの伝記では、スターリンとファジェーエフの伝説的な出会いが報告されており、独裁者はファジェーエフを「価値がないだけでなく、イデオロギー的に有害な本を書いた。あなたは若き親衛隊をマクノビスト、黒軍(ウクライナ革命反乱軍)のように描いている。しかし、彼らは、党の指導力がなしでも、占領地の敵に効果的に対処できたのではないでしょうか。あなたの本から判断すると、彼らはやれたかもしれない。」
ファジェーエフは小説を書き直し、新しい共産主義者の登場人物を追加し、1951年に小説の第2版を出版した。1956年、スターリン批判に衝撃を受けたファジェーエフは自殺した。

## 小説の影響
「若き親衛隊」は、若い世代の愛国教育に相応しいと見なされ、1947年に学校のカリキュラムの必須要素になった。
小説の学習は5年生から始まりまった。2学期の文学を学ぶカリキュラムは、行動の呼びかけとしての文学に基づいて構築されていた。これは、レールモントフの「ボロジノ」から始まり、「戦争と平和」の抜粋、ゴーキーの「私の子供時代」 など、そしてとりわけ「若き親衛隊」に関する4コマの授業が含まれていた。10年生のカリキュラムには、小説の主要なセクションを読んだり、勉強したり、話し合ったりすることが含まれていた。
カリキュラムに小説を含めることは、ソビエト連邦の時代を通じて本質的に変わらなかった。（ただし、1951年の改訂版の発行後、教師は「若き親衛隊」2つの版の違いを、党の介入ではなく、歴史的事実をより厳密に遵守したいという作家の願望によるものとして説明する必要があった。これは初版が流通から回収されたため必要がなくなった。）
1980年代の終わりまでに、小説はイデオロギーの主流の一部と見なされ、小説に登場する実在の人物はさまざまな都市でそれらにちなんで名付けられたメダルと通りを授与され、若き親衛隊を裏切った裏切り者を探し出され、訴追されるのを求める会議が開催された。(これは誰が言い出したことかはっきりとしているわけではないが、若き親衛隊は地元の情報屋の助けで摘発されたと一般に信じられている。)ファジェーエフによって小説に書かれたされたすべての出来事が実際に起こったわけではない。小説には多くの誤りや不正確さが含まれており、それが一部の実在の人物のその後の運命に深刻な影響を及ぼした。
それにより、裏切り者として描かれた小説の登場人物のモデルであると信じられていた実在の人物の何人かは、実生活で反逆罪で告発された。これらの人々は彼らの無実を主張し、後に免罪されている。
ファデエフはこれを「私は若き親衛隊の歴史を書いているのではなく、むしろ文学的な発明を可能にする小説を書いているのだ」と説明した。若き親衛隊の生存者であるゲオルギ・アルトゥニアンツによれば、ファジェーエフは彼に次のように語った。
ゲオルギ・アルトゥニアンツが回想録で引用

## 小説に記載されている出来事の調査
ソビエト連邦の崩壊後、クラスノドンの地下運動はさらに詳しく調査された。
1993年、若き親衛隊の歴史を研究するために結成された特別委員会が、ルハーンシクで記者会見を行った（1993年5月12日イズベスチヤに記事あり）。2年間の作業の後、事件からほぼ半世紀が経過した後でも、さまざまなバージョンのイベントに関する委員会の評価が一般の関心を集めた。委員会の結論は、いくつかの主要な点に限定されていた。
1942年7月と8月、ドイツ軍によるルハンーシク州の占領、さまざまな秘密の若者グループが自発的に発生した。これらのグループは、同時代の人々の証言によれば、「スター」、「ハンマー」、「シックル」など名前で呼ばれていた。これらのグループを結成し、主導する上で党がどのような役割を果たしたのか（もしあれば）は不明である。1942年10月、ヴィクター・トゥルケニッチがはこれらのグループを若き親衛隊に統合した。地下組織のリーダーになったのは、オレーク・コシェボイ（委員会の調査結果による）ではなく、彼だった。若き親衛隊への参加者は、これまで考えられていたもののほぼ2倍であった。若き親衛隊は危険な活動を行い、これが組織の壊滅と最終的な失敗につながった。

## 邦訳
- A.ファデェエフ『若き親衛隊』上下、中島学自訳、廿世紀文学研究会、1950年
- ファジェーエフ『若き親衛隊』上下、黒田辰男訳、三笠書房1952年( 旧作版の翻訳)
- ア・ファヂェーエフ『改作　若き親衛隊』1～5、黒田辰男訳、青木文庫、1953年 - 改作版の翻訳[6]
- 「若き親衛隊」『少年少女世界の名作文学 36(ソビエト編 4)』川端康成 等監修. 小学館, 昭和41 (1966年)